# Canciones que un hombre no debería cantar
Canciones que un hombre no debería cantar es el primer disco solista de Gabriel Gabo Ferro, músico argentino que durante la década del '90 fue el cantante de la banda de hardcore Porco. El disco fue grabado en vivo el 25 de febrero de 2005 en los Estudios ION y editado por el sello independiente Azione Artigianale, propiedad de la banda Pez.
Participaron en este disco los músicos Ariel Minimal en guitarra, armónica y coros; Leopoldo Limeres en pianos acústico y Rhodes y Rogelio Jara en percusión. El responsable de la grabación, mezcla y masterización fue Mario Breuer. La foto de tapa es de Silvia Fariña, mientras que las fotografías internas y el diseño estuvieron a cargo de Hernán Archivado el 22 de marzo de 2007 en Wayback Machine..

## Canciones
1. Sobre Madera Rosa (3:18)
2. Palabras Malas (2:17)
3. Felicidad Vitamina (4:29)
4. El Amigo De Mi Padre (2:35)
5. De Palabra (3:01)
6. El Amor No Se Hace (2:14)
7. Tu Cama Queda Ahora A Un Tren Y A Un Colectivo De Mi Cama (2:50)
8. Calvas Margaritas (3:22)
9. Tapado De Piel (2:45)
10. El Jardín Más Bello (7:16)
11. Retiro Terminal (3:38)
12. Como Tus Zapatos (2:58)

- Letra y música de todos los temas: Gabriel Gabo Ferro

## Personal
- Gabriel Gabo Ferro: guitarra, voz

- Ariel Minimal: guitarra, armónica, coros
- Leopoldo Limeres: piano acústico, piano Fender Rhodes
- Rogelio Jara: percusión

## Datos
- El libro del disco incluye una explicación del título del mismo. Ésta reza:

¡Un hombre no debería cantar cosas así! declaraba escandalizada Édith Piaf en 1959 después de escuchar cantar a Jacques Brel "Ne me quitte pas".

Allí Brel interpretaba a un hombre que suplicaba no ser abandonado bajo palabra de reducirse casi a la nada.

¿Qué escandalizaba a la Piaf? ¿Acaso ver a un hombre en el lugar que cierta (gran) parte de la sociedad y la cultura venían (con pocas excepciones) colocando a la mujer? ¿Qué cosas deberíamos, entonces, cantar los hombres?
azure

- Según Gabo, las canciones para este disco fueron escritas en quince días.[2]